# جان ديفيد بلان
جان ديفيد بلان (بالفرنسية: JeanDavid Blanc)‏ هو عازف جاز وشخصية أعمال فرنسي، ولد في مايو 1968.

## وصلات خارجية
- جيان بلان على موقع IMDb (الإنجليزية)
- جيان بلان على موقع ديسكوغز (الإنجليزية)